# 高宝元
高寶元（?—?），是高句丽宝藏王的孙子。
高寶元是高男福的儿子，660年左右出生。高宝藏在682年去世，唐高宗赠他为卫尉卿，灵柩送至京师，葬在颉利可汗墓左，为之树碑。垂拱二年（686年），武则天封高宝元为朝鲜郡王。武周圣历元年（697年），进授高寶元左鹰扬卫大将军，封为忠诚国王，命他统摄安东旧户，事竟不行。二年（699年），又授高藏之子高德武为安东都督。